# Addicted - Desiderio irresistibile
Addicted - Desiderio irresistibile (Addicted) è un film statunitense del 2014 diretto da Bille Woodruff.
Pellicola drammatica erotica statunitense da una sceneggiatura di Christina Welsh ed Ernie Barbarash, basato sul romanzo omonimo di Zane. Nel cast ci sono Sharon Leal, Boris Kodjoe, Tasha Smith, Tyson Beckford, Emayatzy Corinealdi e William Levy. Il film è stato distribuito da Lionsgate il 10 ottobre 2014 negli Stati Uniti. Ha ricevuto recensioni generalmente negative da parte della critica.

## Trama
Zoe Reynard ha una vita perfetta con il marito Jason e i due figli, ed è l'amministratore delegato della sua azienda che si occupa di ingaggiare e sviluppare aspiranti artisti. Una sera assiste a una mostra d'arte di Quinton Canosa; i due si incontrano e condividono un flirt. In seguito Zoe si reca nel suo appartamento per discutere di un contratto e i due finiscono per fare sesso.
Zoe si sente in colpa e cerca di chiudere con Quinton; i due si lasciano regolarmente ma finiscono sempre per tornare insieme. In un'occasione particolare, quando Zoe va a rimettersi con Quinton, lo trova a fare sesso con la sua vicina.
Per tutto il film, Zoe racconta questa storia come flashback alla sua psicoterapeuta, la dottoressa Marcella Spencer, che dopo averle diagnosticato una dipendenza dal sesso, ipotizza che possa trattarsi di qualcosa del passato di Zoe che continua a tornare a tormentarla e la spinge a confessare. 
Tuttavia, ogni volta che la psicoterapeuta glielo chiede, Zoe evita la domanda e se ne va.
La dipendenza di Zoe inizia a prendere il sopravvento sulla sua vita; presto inizia ad andare a letto con un secondo uomo, Corey, conosciuto in un locale. Un giorno, quando torna a casa dal lavoro, trova Corey a casa sua che parla con sua madre. Vedendo il pericolo in cui ha messo la sua famiglia, Zoe decide di provare a sistemare il suo matrimonio con Jason. Invita Corey e Quinton a incontrarla nell'appartamento di Quinton e rompe con entrambi.
Corey si arrabbia e si lancia verso di lei, ma Quinton lo blocca. Mentre Corey se ne va, Quinton lo stende con un vaso. Zoe ha paura di Quinton e cerca di calmarlo; Quinton le dice che non lo lascerà. Spaventata, Zoe spinge un'opera d'arte in vetro tra i due, mandandola in frantumi. Poi si nasconde da Quinton che la insegue con un coltello. All'improvviso appare Jason e spacca una scultura sulla testa di Quinton. Jason rivela di aver scoperto il tradimento di Zoe tramite il suo cellulare.
Zoe corre dietro a Jason, chiedendogli scusa, ma lui la respinge. In preda alla disperazione, Zoe attraversa la strada e viene investita da un'auto. I due si separano e Jason rimane in un hotel. Zoe diventa una reclusa ma presto partecipa a una sessione di terapia di gruppo sulla dipendenza dal sesso. Si scopre che alla base della dipendenza di Zoe c'è uno stupro commesso da tre ragazzi quando aveva 10 anni. Durante la seduta parla del suo profondo amore per il marito e Jason entra, la bacia e la ricambia.